# La forza del perdono (singolo)
La forza del perdono è un singolo di Simonetta Spiri pubblicato nella primavera del 2013.

## La canzone
Si tratta della prima canzone interamente scritta da Simonetta.
Il brano è ispirato dall'esperienza personale di un suo amico caduto vittima della droga.

## Tracce
- Download digitale

1. La forza del perdono - 3:02